# AKI (画家)
AKI（あき、1987年4月1日 - ）は、東京都出身の画家・デザイナー。
スペイン国立「バルセロナ海洋博物館」にて「マザーフォレスト」を発表、「金賞」「日本スペイン交流親善名誉作家」受賞、日本・ギリシャ修好110周年記念展覧会にて「歴史」を発表、「特別審査委員賞」受賞。2010年、23歳にして、知的障がい者の大学ゲスト講師として日本で初めて教壇（武蔵野美術大学）にたつ。近年では、NHKハートプロジェクト第18回ハート展作画者として選出されたほか、京都・佛光寺派大善院にて、唐紙師とのコラボレーション作品「唐紙四曲屏風・涅槃図」（京都ホテルオークラにて公開）を発表。また、ヨーロッパ、アメリカにてデザインテキスタイルの「AKI デザインファブリック」並びにそのデザインの元となる原画を発表、2014年春発売「アシストスマホ」（ソフトバンク株式会社）に作品が採用。2014年〜公益社団法人日本助産師会 機関誌「助産師」表紙に作品が採用。

## 代表作品[5]
- 2002年 ジャングル探検（世田谷美術館優秀賞）
- 2003年 アリとサンマ（毎日新聞社賞・全国図書館賞）
- 2008年 トラウマ（国立新美術館エイズチャリティー優秀賞）
- 2008年 マザーフォレスト（スペイン国立バルセロナ海洋博物館」にて「金賞」・「日本・スペイン交流親善名誉作家」受賞）
- 2009年 虹色の塔（国立新美術館エイズチャリティー優秀賞）
- 2009年 歴史（日本・ギリシャ修好110周年記念展覧会にて「特別審査委員賞」）
- 2010年 天空の城（国立新美術館エイズチャリティー優秀賞）
- 2010年 月
- 2010年 地球
- 2011年 アイス・プラネット
- 2011年 ひまわり 「願い」「希望」「光」「勇気」「命」「元気」
- 2012年 世界と空
- 2012年 トトアキヒコ氏とのコラボレーション「天と地」「龍宮の国」「社神皇」「雲竜」「月まつり」「花鳥園」
- 2013年 夜明け
- 2013年 動物と人間との共存
- 2013年 スマ―ミュージアム
- 2013年 「唐紙四曲屏風・涅槃図」（京都ホテルオークラ一般公開）
- 2013年 「二孔雀」（佛光寺派大善院 奉納）
- 2014年 「しあわせ」（ホテルオークラ東京一般公開）
- 2014年 「みなも 水園」（京都ホテルオークラ一般公開）
- 2014年 「ナポレオン・フィッシュ」（法然院 奉納）
- 2015年 「風鳥と雷鳥」（京都新聞 京都タカシマヤ一般公開）

## 近年の主な個展開催[6]
- 2012年 絵画展（福岡)
- 2012年 絵画展 25th Anniversary（京都）
- 2012年 JT 画家AKI絵画展（神戸）
- 2012年 絵画展（東京・銀座）
- 2012年 絵画展（新潟）
- 2012年 JT 画家AKI絵画展（名古屋）
- 2012年 絵画展（京都）
- 2012年 絵画展（東京・銀座）
- 2013年 絵画展（東京・銀座）
- 2013年 絵画展 26th AKI Birthday（東京・銀座）
- 2013年 絵画展 26th AKI Birthday（京都・佛光寺派大善院）
- 2013年 絵画展（三重）
- 2013年 絵画展（福岡）
- 2013年 絵画展（東京・銀座）
- 2013年 絵画展（名古屋）
- 2013年 フランス・パリ展示会（フランス）
- 2013年 JT 画家AKI絵画展（神戸）
- 2013年 絵画展in京都・護王神社（京都）
- 2013年 JT 画家AKI絵画展（名古屋）
- 2013年 絵画展（東京・銀座）
- 2014年 絵画展 27th AKI Birthday（東京・銀座）
- 2014年 絵画展 27th AKI Birthday（京都・佛光寺派大善院）
- 2014年 絵画展（福岡）
- 2014年 絵画展 （東京・銀座）
- 2014年 絵画展 （東京・銀座）
- 2014年 絵画展（京都・法然院）
- 2014年 絵画展 （東京・銀座）
- 2014年 絵画展 （東京・銀座）
- 2014年 絵画展（京都）
- 2014年 絵画展 （東京・銀座）
- 2015年 絵画展 （東京・銀座）
- 2015年 絵画展 （静岡）
- 2015年 絵画展  28th AKI Birthday（東京・銀座）
- 2015年 絵画展 （伊勢丹浦和店）
- 2015年 絵画展  28th AKI Birthday（京都）
- 2015年 絵画展（神奈川）
- 2015年 絵画展（福岡）
- 2015年 絵画展（東京・銀座）
- 2015年 絵画展（豊島 (繊維商社) 名古屋）
- 2015年 絵画展（オンワード樫山 ギャラリー 東京・日本橋）
- 2015年 絵画展（神奈川）
- 2015年 絵画展（静岡）
- 2015年 絵画展（神奈川）
- 2015年 絵画展（東京・京橋）
- 2016年 個展スケジュールはこちら

## ライブ ペイント

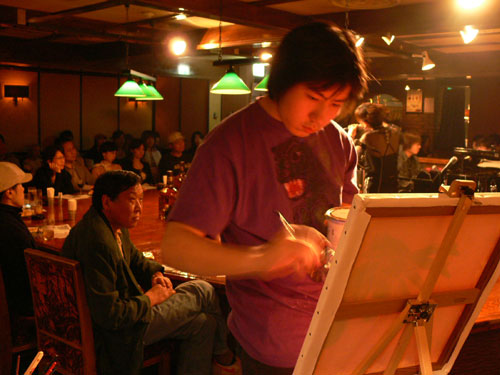

AKIは多種多様な楽曲とミュージシャンやアーティストとのセッションで喜怒哀楽を表現するライブペイントに積極的に取り組む。
主なミュージシャンとのセッション（順不同）
- 石井竜也（米米クラブ）
- 伊藤多喜雄（民謡歌手、音楽プロデューサー）
- 湯川トーベン（子供ばんど）
- 斉藤哲夫（シンガーソングライター）
- 中野督夫（センチメンタル・シティ・ロマンス）
- 村田和人（シンガーソングライター）

## 著書[8]
- 2005年 だいじだいじ（絵本）
- 2007年 ふしぎな星（絵本）ISBN 978-4947767066
- 2007年 マンモスズ（絵本）
- 2011年 だあれ？（絵本、リーダーズノート出版）ISBN 978-4903722320
- 2011年 ともだちだあれ？（絵本、リーダーズノート出版）ISBN 978-4903722351
- 2011年 みつけたのだあれ？（絵本、リーダーズノート出版）ISBN 978-4903722382
- 2012年 ぼくのライオン みどりいろ（作品 & エッセイ集、サンマーク出版）ISBN 978-4763131935

## メディア出演[9]（順不同）
- テレビ：NHK、日本テレビ、東海テレビ、東京MXテレビ、北陸放送など
- ラジオ：FM東京、ZIP-FM, TBSラジオ、FM世田谷、湘南ビーチFM, イッツ・コミュニケーションズ、ラジオ関西など
- 新聞：朝日新聞、読売新聞、毎日新聞、産経新聞、東京新聞、中日新聞、西日本新聞、京都新聞、神戸新聞、岐阜新聞、静岡新聞、北國新聞、伊勢新聞、新潟日報、新文化、上越タイムス、日本経済新聞、中部経済新聞、リビング京都など[10]
- 雑誌：LEE、週刊女性、週刊朝日、PHP, anan, non-no、SPUR、その他

## 主な取引先[11]（順不同）
トヨタ自動車（株）、日本たばこ産業（株）、ソフトバンク（株）、パナソニック（株）、JR東日本（株）、（株）サンケイリビング新聞社、(株)オンワード樫山、オンワード商事（株）、（株）リクルート、（株）ベネッセコーポレーション、伊勢化学工業（株）、豊島（株）、オカモト（株）、（株）アサヒペン、（株）、サンマーク出版、北高（株）など